# Robert MacPherson (mathématicien)
Pour les articles homonymes, voir Robert MacPherson et MacPherson.
Robert MacPherson est un mathématicien américain né le 25 mai 1944.

## Biographie
Robert MacPherson grandit à Oak Ridge, Tennessee, où son père est directeur adjoint de l'Oak Ridge National Laboratory. Il se spécialise en mathématiques, physique et musique au Swarthmore College et termine son doctorat à l'université Harvard sous la direction de Raoul Bott.
À partir de 1974, le professeur MacPherson dirige 24 thèses de doctorat et donne souvent des cours avancés au département de mathématiques de l'université de Princeton. 
Entre 1976 et 1994, MacPherson fait une série de voyages en Russie, apportant des nouvelles mathématiques de l'Occident aux Russes et des nouvelles des découvertes russes en Amérique. 
En 1989, quand l'URSS s'effondre et que de nombreux mathématiciens russes partent chercher du travail à l'étranger, MacPherson contribue à convaincre l'American Mathematical Society et la fondation Soros d'offrir un soutien financier à de nombreux mathématiciens russes talentueux qui souhaitent rester dans leur pays. Ce soutien fournit un tampon de quelques années, permettant à ces scientifiques de gagner leur vie sous le nouveau régime.
MacPherson est aussi un membre fondateur de l'Université indépendante de Moscou et en 1992 il est nommé membre honoraire à vie de la Société mathématique de Moscou. Cette année-là, il est l'un des conférenciers de la Graduate Summer School de l'Institut de mathématiques de Park City.
Depuis 1994, il est membre du corps professoral de l'Institute for Advanced Study. Il a auparavant été membre de la School of Mathematics de 1985 à 1986. Il est professeur au Massachusetts Institute of Technology et à l'université Brown avant de rejoindre la faculté permanente de l'institut de Princeton.

## Travaux

### Théorie de l'homologie d'intersection
Il est connu pour sa découverte de la théorie de l'homologie d'intersection (en), des travaux effectués conjointement avec Mark Goresky. 
Ce projet débute en 1974 et vaut à MacPherson et Goresky le prix Leroy P. Steele en 2002 de la part de l'American Mathematical Society. MacPherson et Goresky sont honorés pour deux articles en particulier. Ces articles montrent comment étendre la dualité de Poincaré à de nombreux espaces singuliers.
La citation du prix indique que ces deux articles « permettent d'enquêter sur une large éventail de mathématiques qui ont étendu davantage les principaux phénomènes et méthodes classiques aux variétés singulières et les ont utilisées pour résoudre des problèmes bien connus ».
Dans l’histoire des mathématiques de l'American Mathematical Society, Kleiman, professeur de mathématiques au Massachusetts Institute of Technology, décrit la théorie de l'homologie des intersections comme « un nouvel outil brillant qui a produit des résultats ». De la découverte de MacPherson et Goresky et des contributions aux recherches que leur travail a engendrées, Kleiman écrit : « Tout compte fait, en une décennie, le développement de la théorie de l'homologie d'intersection avait impliqué un nombre sans précédent de personnes très brillantes et très créatives. Leur travail est certainement l’une des grandes entreprises mathématiques du siècle. »
Depuis les années 1970, la théorie de l'homologie des intersections a été développée et étendue grâce aux efforts de nombreux mathématiciens talentueux et dévoués. C'est maintenant un domaine si riche et en tel essor que l'American Mathematical Society a réservé un numéro dans sa classification (55N33) pour les articles traitant de l'homologie d'intersection. Cela a été spécialement utile dans la théorie des représentations, où de nombreux objets naturels ont des singularités.
La théorie de l'homologie d'intersection et ses diverses extensions agissent comme un véhicule par lequel les mathématiciens ont étendu à des objets singuliers de nombreux théorèmes et techniques, qui auparavant n'étaient connus que pour les variétés lisses. « Une grande classe d'objets mathématiques sont appelés variétés lisses », explique Mark Goresky. « Cela signifie approximativement que l'objet n'a ni bords, ni coins, ni pointes pointues. Par exemple, en relativité générale, l'espace-temps est considéré comme une variété lisse à quatre dimensions. Les propriétés géométriques particulières des variétés lisses ont fasciné les mathématiciens depuis l'époque de Bernhard Riemann (1854) et Henri Poincaré (1892), les variétés continuent de jouer un rôle majeur dans la recherche mathématique actuelle, mais il y a une classe beaucoup plus large d'objets avec des “singularités” pour lesquels une grande partie de la théorie développée pour les variétés lisses ne s'applique pas. »
La plupart des travaux de Robert MacPherson portent sur la géométrie de ces objets singuliers « stratifiés ».

### Théorie de Morse stratifiée
Un autre projet de MacPherson, également en collaboration avec Goresky, est le développement d'une « théorie de Morse stratifiée », une généralisation aux objets stratifiés singuliers de la théorie de Morse, une technique classique d'analyse de la géométrie des variétés lisses. La technique originale est créée par Marston Morse (1892-1977), professeur à l'Institute for Advances Study de Princeton de 1935 à 1962.

## Distinctions

### Prix et récompenses scientifiques
- 1992 : NAS Award in Mathematics (renommé « Prix Maryam-Mirzakhani »)[2]
- 2002 : Prix Leroy P. Steele avec Mark Goresky , dans la catégorie contribution majeure dans la recherche, décerné par l'American Mathematical Society[3]
- 2009 : Prix Heinz Hopf, avec une conférence intitulée How nature tiles space

### Honneurs
Il obtient plusieurs doctorats honoris causa :
- université de Lille en 1993[4] ;
- université Brown en 1994[4] ;
- université de Chicago le 10 juin 2017[5].

## Publications choisies
- Mark Goresky et Robert MacPherson, « La dualité de Poincaré pour les espaces singuliers », Comptes rendus de l'Académie des sciences, a-B, vol. 284, no 24,‎ 1977, A1549-A1551 (MR 0440533)
- Mark Goresky et Robert MacPherson, « Intersection homology theory », Topology, vol. 19, no 2,‎ 1980, p. 135-162 (MR 0572580)
- Mark Goresky et Robert MacPherson, « Intersection homology. II », Inventiones mathematicae, vol. 72, no 1,‎ 1983, p. 77-129 (MR 0696691)